# Kreuzdachbildstock (Premich, Hohenfirst; Hohenfirsttrieb)

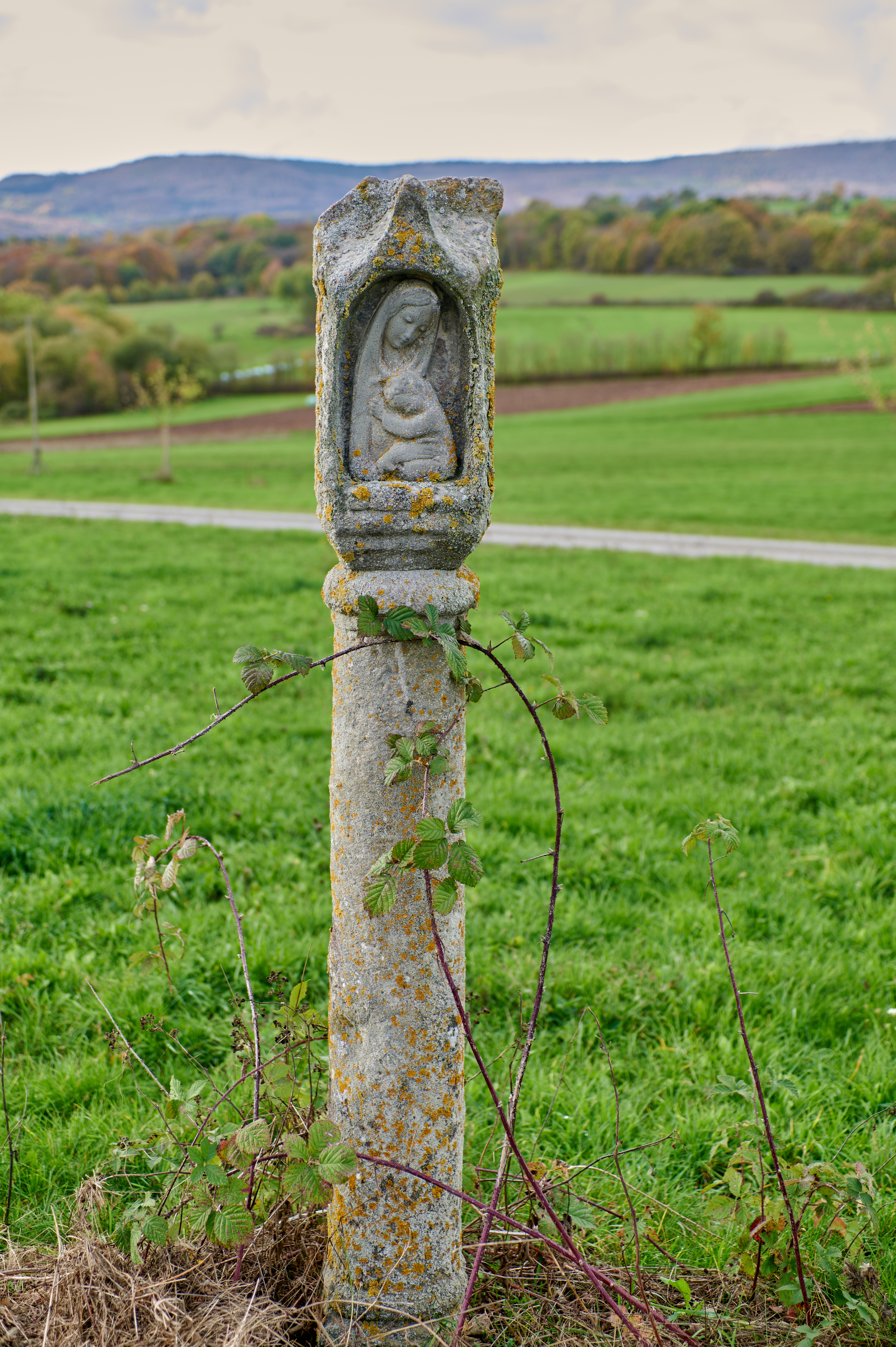
Kreuzdachbildstock in Premich, Flur Hohenfirst; Hohenfirsttrieb

Der Kreuzdachbildstock Hohenfirst; Hohenfirsttrieb befindet sich in Lauter, einem Gemeindeteil des Marktes Burkardroth im unterfränkischen Landkreis Bad Kissingen in der Flur Hohenfirst; Hohenfirsttrieb.
Der Bildstock gehört zu den Baudenkmälern von Burkardroth und ist unter der Nummer D-6-72-117-64 in der Bayerischen Denkmalliste registriert.

## Beschreibung
Der 193 cm hohe Kreuzhausbildstock besteht aus grauen Sandstein, ist vom Windschiff geformt und entstand wohl im Jahr 1668.
Auf einem prismatischen Sockel steht ein konischer Schaft, darauf befindet sich ein Kreuzdachhaus. Der Sockel ist in einem Mühlradfundament versenkt (D = 95 cm), H = 20 cm, Querschnitt 23 cm × 21 cm. Der Schaft ist 8 cm hoch und hat unten einen Durchmesser von 20 cm und oben 18 cm. Es finden sich Spuren von vier umlaufenden Weinrankenspiralen. Das Kreuzdachhaus hat eine Höhe von 55 cm und einen Querschnitt von 25 cm × 24 cm.
Die Zier besteht aus:
a) in der Bildnische: Madonna mit Kind, im Giebeldreieck ein Kreuz

b) rechts: im Giebeldreieck hängende Viererpalmette, darunter in Form von hängenden Buchstaben „IHS“ mit einem Kreuz auf dem H; darunter „INRI“, darunter „1668“ (?)

c) Rückseite: plastisches Kreuz

d) links: im Giebeldreieck Viererpalmette, darunter ein Inschriftrest:
| Restbestand | Ergänzung     |
| ----------- | ------------- |
| HAT         | DIS HAT LASS  |
| HEN G       | EN MACHEN GOT |
| HAT         | ZV EHREN JOH  |
| FRITT       | AN FRITTRICH  |
| PRE         | VON PREMICH   |
| AMEL        | VND AMELA S   |
| EHRLICH     | EIN EHRLICHEN |
| VSFRAV      | HAVSFRAWEN    |

Die Inschrift war in den Jahren 1967/1968 noch einigermaßen lesbar. Zwischen 1968 und 1996 wurde der Bildstock teilrenoviert. Im gleichen Zeitraum wurde er auch versetzt.